# Hallmark Hall of Fame
Hallmark Hall of Fame is een Amerikaanse anthologiereeks op televisie gesponsord door Hallmark, een producent van wenskaarten.

## Geschiedenis
De eerste aflevering werd uitgezonden op kerstavond 1951. Op 28 november 2010 ging het zestigste seizoen van start en daarmee was de serie een van de langstlopende series op de Amerikaanse televisie. Tijdens de eerste vier seizoenen werden er 34 tot 44 afleveringen per seizoen uitgezonden, vanaf het vijfde seizoen in 1955 werden er nog maximaal zeven afleveringen per jaar uitgezonden. De serie debuteerde op NBC. Eind jaren zeventig verdween Hallmark Hall of Fame van dat netwerk en verhuisde de reeks naar PBS en ABC. Momenteel wordt hij uitgezonden door CBS. Herhalingen zijn te zien op Hallmark Channel, de televisiezender van de wenskaartenfabrikant. De reeks won tachtig Emmy Awards, elf Peabody Awards, negen Golden Globes en twee Humanitas Prizes.
In de beginjaren werden er vooral klassieke werken vertoond, zoals bewerkingen van Shakespeares Hamlet, The Tragedy of King Richard the Second en Macbeth of werden er biografische werken uitgezonden over onder meer Florence Nightingale en Jeanne d'Arc. De televisiefilm Promise uit 1986 met in de hoofdrollen James Garner en James Woods en die deel uitmaakte van de serie kreeg met vijf Emmy Awards en twee Golden Globes de meeste prijzen van alle afleveringen.